# Křížek (znak úmrtí)
Křížek (†) je typografický znak používaný k několika účelům. Pro odlišení od znaků # a ♯, nazývaných rovněž „křížek“, a od kříže jakožto symbolu křesťanství se také někdy nazývá dlouhý křížek, filologický křížek, obelisk nebo (zvláště v informatice) anglickým slovem dagger (dýka). Je to jeden ze symbolů, které se postupně vyvinuly ze značky obelos užívané řeckými gramatiky. Existují i varianty dvojitý křížek (‡, diesis), trojitý křížek a obrácený křížek.

## Původ a vývoj
Křížek se vyvinul z varianty značky obelos, původně graficky reprezentované vodorovnou čárou – nebo čárou s jednou nebo dvěma tečkami ÷. Představuje kovový rožeň, šíp nebo hrot oštěpu a symbolizuje tak vypíchnutí nebo vyříznutí podezřelé části textu.

Tři varianty znaku obelos

Obelos zřejmě zavedl homérský učenec Zénodotos v rámci systému edičních značek. Těmi označoval sporná nebo poškozená slova či pasáže v rukopisech Homérových eposů. Jeho systém zdokonalil jeho žák Aristofánes z Byzance, který zavedl asterisk a pro obelos používal symbol ve tvaru ⊤; dále pak Aristofanův žák Aristarchos ze Samothráky.
Zatímco asterisk se používal pro editorské doplňky, obelos označoval korektorem odmazané chybné rekonstrukce. Jednalo se o nedoložená slova rekonstruovaná pouze za účelem argumentace a označení implikovalo, že autor nevěřil, že takové slovo či slovní tvar skutečně někdy existovaly. Někteří učenci používali obelos ve dvojici se znakem metobelos („konec obelu“), který měl podobu dvou teček nad sebou, malé gamy (γ), kladívka nebo diagonální čáry, někdy s jednou nebo se dvěma tečkami. Metobelos se umisťoval na konec označované fráze.
Velmi podobným způsobem pozdější učenci označovali rozdíly mezi jednotlivými překlady či verzemi bible a jiných rukopisů. Órigenés (přibližně 184–253) takto označoval rozdíly mezi jednotlivými verzemi Starého zákona ve své edici Hexapla. Epifan ze Salaminy (31?–403) používal vodorovnou linku nebo háček (s tečkami či bez nich) a vzpřímený, mírně skloněný mečík představující obelus. Svatý Jeroným (asi 347–420) používal prosté vodorovné lomítko, ale pouze pro pasáže Starého zákona. Popisuje použití hvězdičky a mečíku takto: hvězdička rozsvěcuje světlo, mečík krájí a bodá.
Isidor ze Sevilly (asi 560–636) popsal užívání znaku takto: Obolus se připojuje ke slovům nebo frázím nadbytečně opakovaným, jakož i k místům, u nichž bylo zaznamenáno odlišné chybné čtení, aby, podoben šípu, zahubil (iugulet) nadbytečné a probodl (confodiat) chybné. […] Obolus s tečkou nahoře ukazuje místa, o nichž je pochybnost, mají-li být vymazána či ne.
Středověcí písaři hojně používali tyto symboly pro kritické značky v rukopisech. Kromě toho byl křížek v raném křesťanství používán jako znaménko pro menší pomlku při zpěvu žalmů. Užíval se také společně s hvězdičkou jako značka pro nádech při recitaci, a vyskytuje se proto často ve spojení s čárkou.
V 16. století tiskař a učenec Robert Estienne užíval křížek pro označení označení rozdílů ve slovech či pasážích mezi různými verzemi řeckého Nového zákona.
Vzhledem k počtu variant a různému použití není shoda na tom, které symboly lze vlastně považovat za obelos. Značky ⨪ a ÷ se někdy považují za odlišný druh obelu. V užším smyslu lze za obelos považovat pouze vodorovnou čáru a symbol křížku.

## Moderní užití

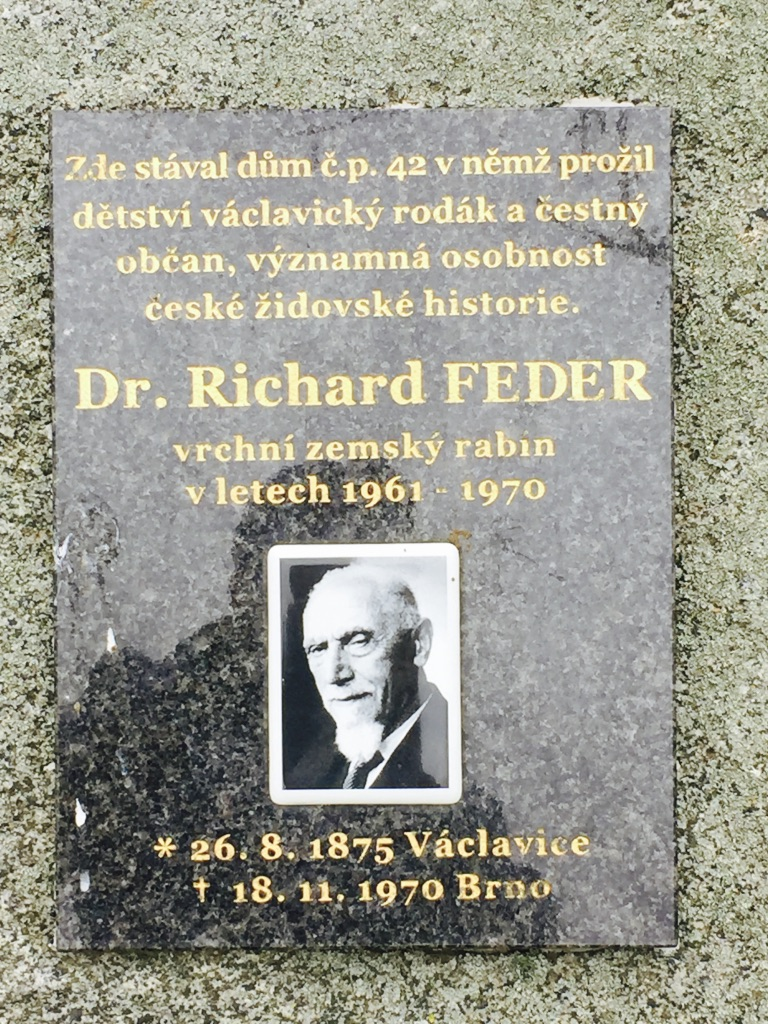
Křížek označující na pamětní desce datum úmrtí rabína Richarda Federa. Židovské prostředí se však obvykle použití křížku vyhýbá a datum úmrtí označuje slovně, pomlčkou nebo Davidovou hvězdou

V novější typografii se křížek používá pro označení úmrtí, vymření, vyhynulého taxonu, zániku, zrušení nebo zastaralost. Hvězdička (asterisk) a křížek umístěné u letopočtů či dat označují čas narození a úmrtí. Umístění křížku bezprostředně před nebo za jméno osoby označuje osobu zemřelou; číslem se někdy udává věk, ve kterém osoba zemřela. Ve slovnících označuje křížek slovo nebo tvar zastaralý, již neužívaný. V genealogii se užívá i v kombinaci s hvězdičkou (†* = narozen mrtev; *† = zemřel v den narození; †† = vymření rodu či linie)
Navzdory své současné grafické podobě křížek není odvozen od „latinského“ kříže (v základní podobě uveden v Unicode na pozici U+271D) a nemá bezprostřední souvislost s křesťanstvím. Tím lze ospravedlnit i jeho užívání ve významu úmrtí u osob nehlásících se ke křesťanskému vyznání, případně u křesťanů z denominací odmítajících uctívání kříže. Přesto se v praxi některé komunity užívání tohoto znaku vyhýbají.

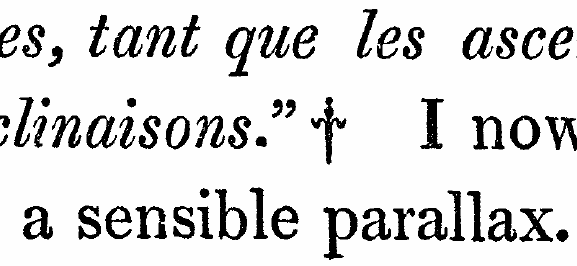
Křížek označující poznámku v britském tisku z r. 1839 svým grafickým provedením zdůrazňuje odvození od nože či špízu, a ne od latinského kříže

Křížek se také užívá k označení poznámky pod čarou, pokud už v daném úseku textu byla dříve použita hvězdička (popř. i dvě a tři hvězdičky). Další poznámky se po využití dvou a tří křížků označují dvojitým křížkem, popřípadě kombinacemi hvězdičky a křížku.
Další užití:
- V matematice a fyzice: sdružený operátor, někdy se označuje i hvězdičkou (asteriskem).
- V textové kritice a v kritických edicích rukopisných děl označuje části, které nejsou považovány za původní.
- V katalozích se dvojitým křížkem označuje pole standardu MARC.
- V šachu se někdy používá k označení tahu vedoucího k šachu (jednoduchý křížek) nebo k matu (dvojitý křížek nebo dva křížky). Častější je však užívání znaků + a #.[zdroj⁠?!]
- V chemické kinetice se dvojitým křížkem označuje přechodový stav.

## Reprezentace v počítači

Znak křížku a dvojitého křížku, jak je realizován v různých fontech: DejaVu Sans, Times New Roman, LTC Remington Typewriter, Garamond a Old English Text MT

| Znak            | †           | †        | ‡             | ‡             | ⸶                      | ⸶                      | ⸷                       | ⸷                       | ⸸             | ⸸             | ⹋             | ⹋             |
| --------------- | ----------- | -------- | ------------- | ------------- | ---------------------- | ---------------------- | ----------------------- | ----------------------- | ------------- | ------------- | ------------- | ------------- |
| Název v Unicodu | dagger      | dagger   | double dagger | double dagger | dagger with left guard | dagger with left guard | dagger with right guard | dagger with right guard | turned dagger | turned dagger | triple dagger | triple dagger |
| Kódování        | dec         | hex      | dec           | hex           | dec                    | hex                    | dec                     | hex                     | dec           | hex           | dec           | hex           |
| Unicode         | 8224        | U+2020   | 8225          | U+2021        | 11830                  | U+2E36                 | 11831                   | U+2E37                  | 11832         | U+2E38        | 11851         | U+2E4B        |
| UTF-8           | 226 128 160 | e2 80 a0 | 226 128 161   | e2 80 a1      | 226 184 182            | e2 b8 b6               | 226 184 183             | e2 b8 b7                | 226 184 184   | e2 b8 b8      | 226 185 139   | e2 b9 8b      |
| Číselná entita  | &#8224;     | &#x2020; | &#8225;       | &#x2021;      | &#11830;               | &#x2E36;               | &#11831;                | &#x2E37;                | &#11832;      | &#x2E38;      | &#11851;      | &#x2E4B;      |
| Názvová entita  | &dagger;    | &dagger; | &Dagger;      | &Dagger;      |                        |                        |                         |                         |               |               |               |               |